# الطواهرية
الطواهرية إحدى بلديات دائرة ماسرة التابعة لولاية مستغانم الجزائرية.
1. ↑  Recensement 2008 de la population algérienne, wilaya de Mostaganem, sur le site de l'ONS. نسخة محفوظة 03 مارس 2016 على موقع واي باك مشين.
2. ↑  GeoNames (بالإنجليزية), 2005, QID:Q830106